# Degrassi High
Degrassi High è la terza serie televisiva facente parte del media franchise Degrassi. Venne trasmessa dal 1989 al 1991 e segue le avventure dei protagonisti di The Kids of Degrassi Street e Degrassi Junior High in una high school. La serie è stata girata nei downtown di Toronto e al Centennial College.
Come le serie precedenti, Degrassi High tratta temi controversi come l'AIDS, l'aborto, gli abusi, l'alcolismo, il sesso, la morte, il suicidio, gli appuntamenti, la depressione, il bullismo, i diritti gay, l'omofobia, il razzismo, l'ambiente, le droghe e i disturbi alimentari.

## Episodi
| Stagione         | Episodi | Prima TV Canada | Prima TV Italia |
| ---------------- | ------- | --------------- | --------------- |
| Prima stagione   | 15      | 1989-1990       |                 |
| Seconda stagione | 13      | 1990-1991       |                 |

## Censura
I primi due episodi della serie hanno scatenato polemiche negli Stati Uniti sulla questione dell'aborto. Nella versione originale canadese il personaggio di Erica manifesta per strada con alcuni manifestanti pro-vita. La versione americana, originariamente trasmessa su PBS, venne modificata in modo tale da non mostrare la scena della manifestazione contro l'aborto.
In Australia, durante la prima trasmissione della serie furono trasmessi tutti gli episodi senza censure. Ma quando la serie venne replicata su Nickelodeon Australia gli episodi furono parzialmente censurati. L'episodio non venne trasmesso.

## Film
Alcuni mesi dopo la fine della serie venne realizzato un film televisivo della durata di 90 minuti intitolato School's Out.
Il film, la cui funzione era quella di concludere la serie, ricevette numerose critiche per la presenza di scene sessualmente esplicite e di un linguaggio volgare.